# Lockheed Ventura
Pour les articles homonymes, voir Ventura.
Le Lockheed Ventura était un bombardier et avion de reconnaissance de la Seconde Guerre mondiale utilisé par les États-Unis et ses alliés. Il fut développé par la société américaine Lockheed.

## Conception
Le Ventura dérivé militaire du Lockheed 18 fut commandé à 675 exemplaires par la Royal Air Force en février 1940. 387 furent pris en compte en 1942 avant l'arrêt des livraisons à la RAF, le reste de la commande étant réceptionné par l'USAAF qui les utilisa principalement pour l'entraînement sous le nom de Lexington.

## Engagements
387 PV-1 furent utilisés par la RAF sur le théâtre méditerranéen et par le Costal Command. Peu apprécié par ses équipages à cause de ses mauvaises performances à basse altitude, il fut relégué à des raids diurnes lors d'opérations de diversion (opérations Circus).

## Variantes
- Ventura Mark I. (75 unités)
- Ventura Mark II. (487 unités)

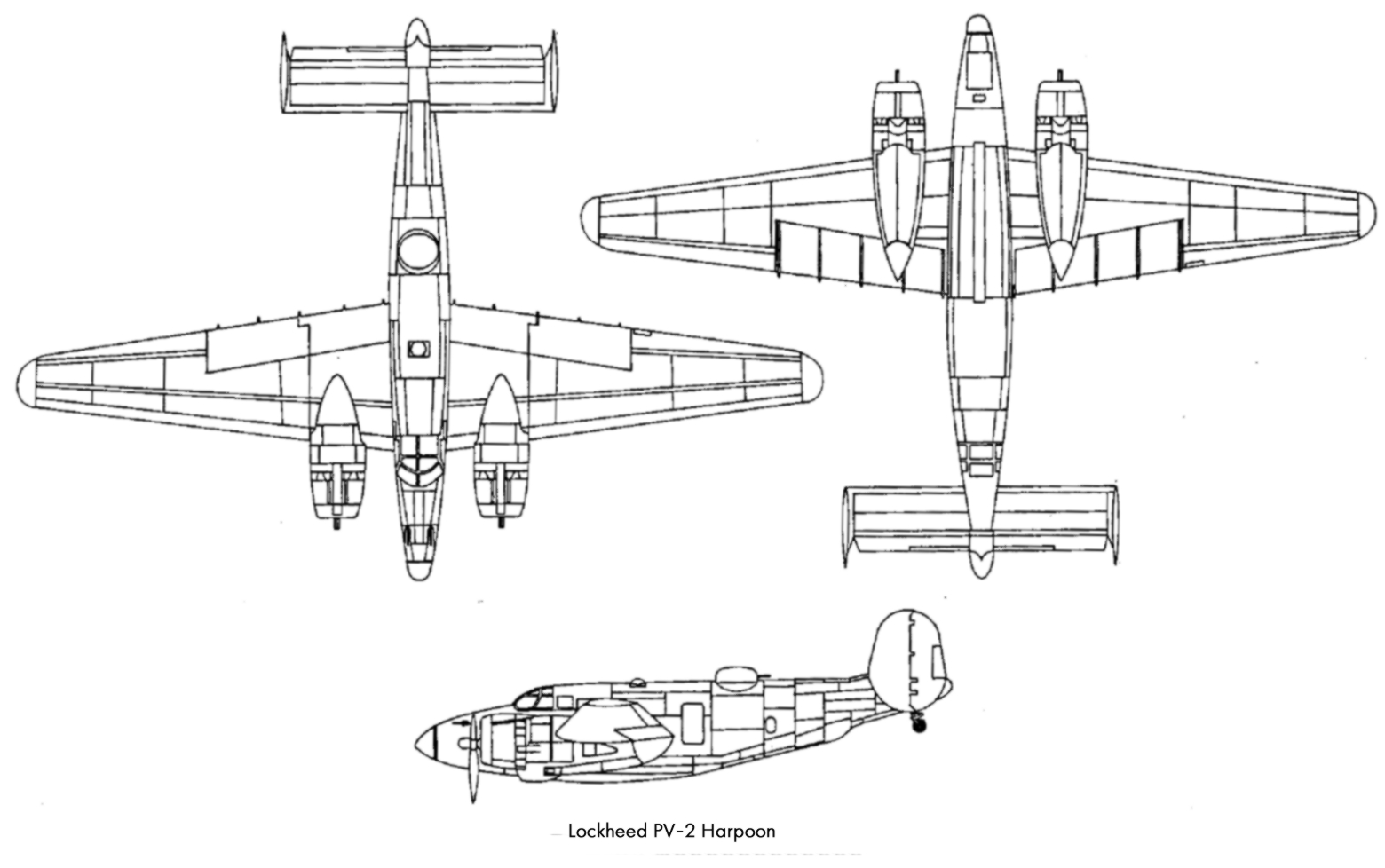
Dessin technique du PV-2 Harpoon

  - Ventura Mark IIA (B-34). (200 unités)
- B-34A. (101 unités, convertis)
- B-34B. (13 unités, convertis)
- B-37. (18 unités)
- PV-1. (1 600 unités, avion de patrouille maritime)
- PV-2. (104 unités, équipé d'un radar en bande X AN/APS-3)

## Armement
- 1 200 kg de bombes logées en soute
- 4 mitrailleuses Browning M2 de 12,7 mm dans le nez et en tourelle ventrale
- 2 mitrailleuses Browning M1919 de 7,7 mm avec la tourelle dorsale (deux types de tourelles : Martin ou Boulton Paul plus saillante).

## Utilisateurs
- États-Unis
- Royaume-Uni
- Portugal
- France (6 exemplaires perçus servant d'avions de liaison, en service de 1953 à 1960)(14 exemplaires issus du squadron VPB 132 constituant la flottille 6FE de novembre 1944 à mars 1947 pour missions de surveillance de la Méditerranée)

## Galerie

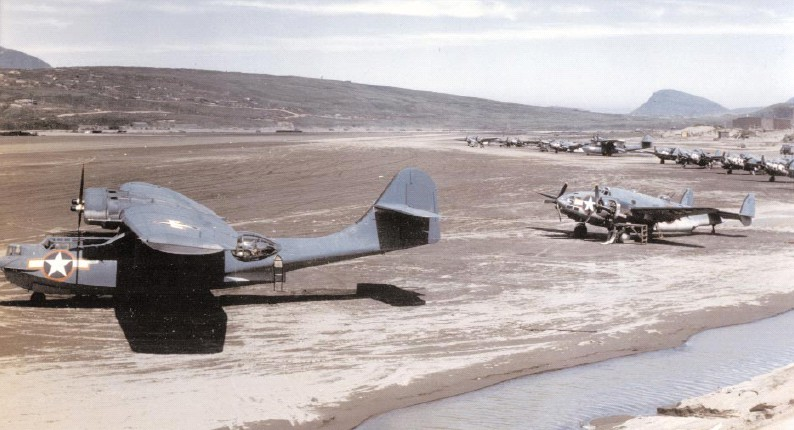
PV-1 en 1943 dans les Aléoutiennes.
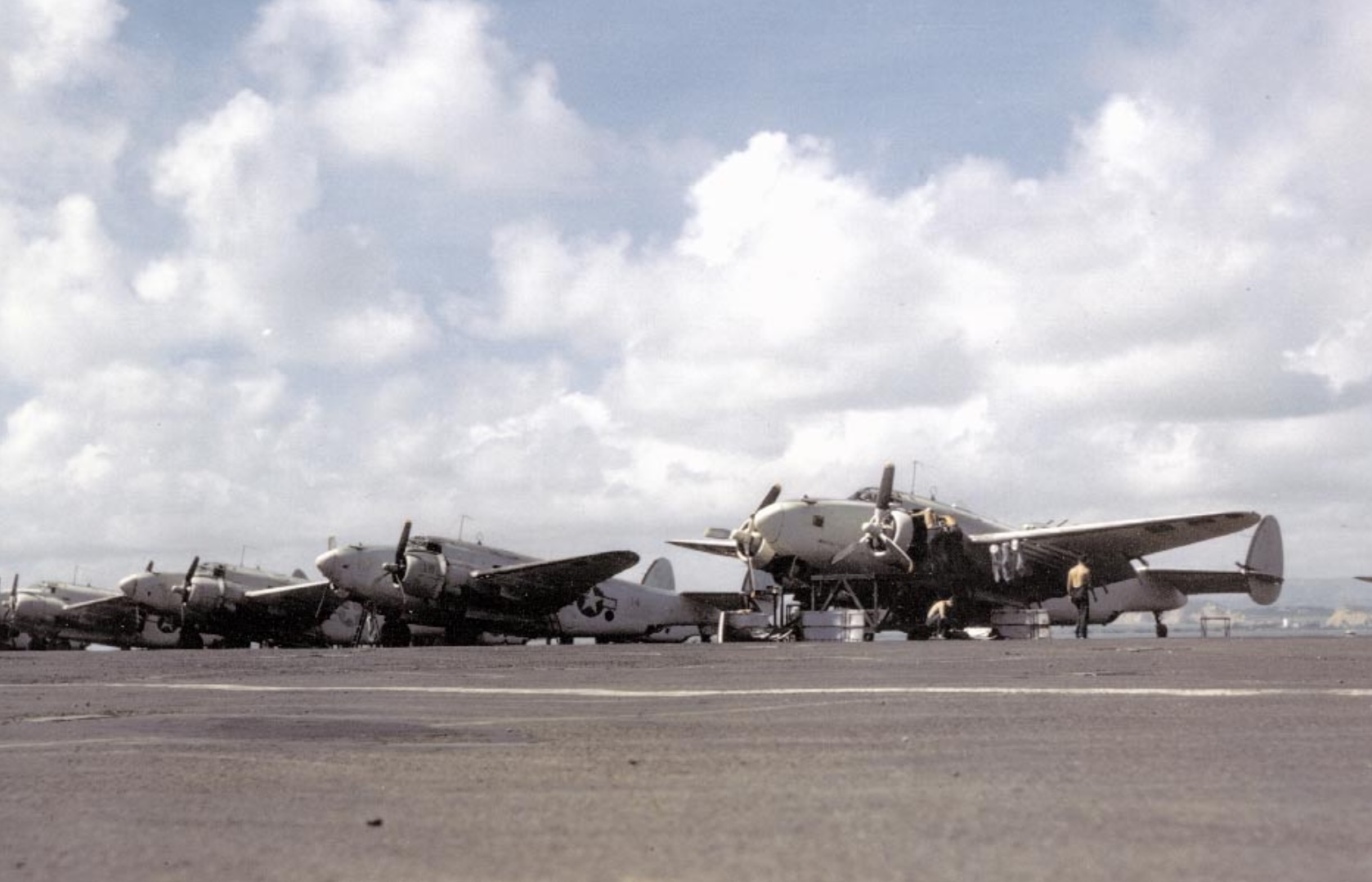
PV-1 en 1944 dans les Caraïbes.